# Грулович, Никола
Никола Грулович (сербохорв. Никола Груловић / Nikola Grulović; 4 декабря 1888, Бешка — 19 февраля 1959, Белград) — югославский политический деятель, член ЦК КПЮ, председатель Республиканского вече Скупщины СР Сербии и посол СФРЮ в Финляндии.

## Биография
Родился 4 декабря 1888 в Бешке (ныне Воеводина). Окончил среднюю школу, учился на обувщика. В 1906 году вступил в синдикальное движение, в 1910 году был принят в Социал-демократическую партию. В годы Первой мировой войны в составе австро-венгерской армии воевал на Восточном фронте, попал в русский плен. В годы гражданской войны вступил в Югославский добровольческий корпус, однако позднее перешёл на сторону большевиков. Вместе с Максимом Чанаком, Николой Ковачевичем и другиим сформировал Югославский революционный союз в Киеве, в 1918 году организовал небольшой красногвардейский отряд, нёс службу в 1-м коммунистическом югославском полке РККА, занимал там должность политрука. Вошёл в состав секретариата Югославской коммунистической группы РКП(б).
В январе 1919 года Никола вместе с Лазаром Вукичевичем и Лазаром Манойловичем вернулся в страну. По возвращении в Югославию принял участие в съезде Социалистической рабочей партии коммунистов. В Войводине работал в коммунистическом обществе «Пелагич», возглавляя его. В ноябре 1920 года был избран в Скупщину Королевства сербов, хорватов и словенцев от Коммунистической партии, был также делегатом от Югославии на III Интернационале. С 1935 года работал в Сербском отделении КПЮ.
В 1941 году вступил в Народно-освободительную войну Югославии, за время войны занимал должность члена Верховного штаба НОАЮ, был членом Антифашистского вече народного освобождения Югославии, а также входил в разные антифашистские организации Воеводины. После войны работал в Союзнической контрольной комиссии в Бухаресте, состоял советником при посольстве СФРЮ в Москве, был послом Югославии в Финляндии. Позднее возглавлял Республиканское вече Скупщины НР Сербии, входил в ЦК КПС, Социалистическом союзе трудового народа и Совета ветеранов Народно-освободительной войны.
Скончался 19 февраля 1959 в Белграде. Похоронен на Аллее Народных героев на Новом кладбище в Белграде (сам звание Народного героя не получал). Награждён рядом медалей, в том числе медалью Партизанской памяти, Орденом братства и единства и дважды Орденом Национального освобождения (единственный дважды кавалер этого ордена). После его смерти в 1962 году была опубликована его книга «Югославы в войне и Октябрьской революции» (серб. Југословени у рату и Октобарској револуцији).
У него был также младший брат Ачим.